# オリンパス E-30

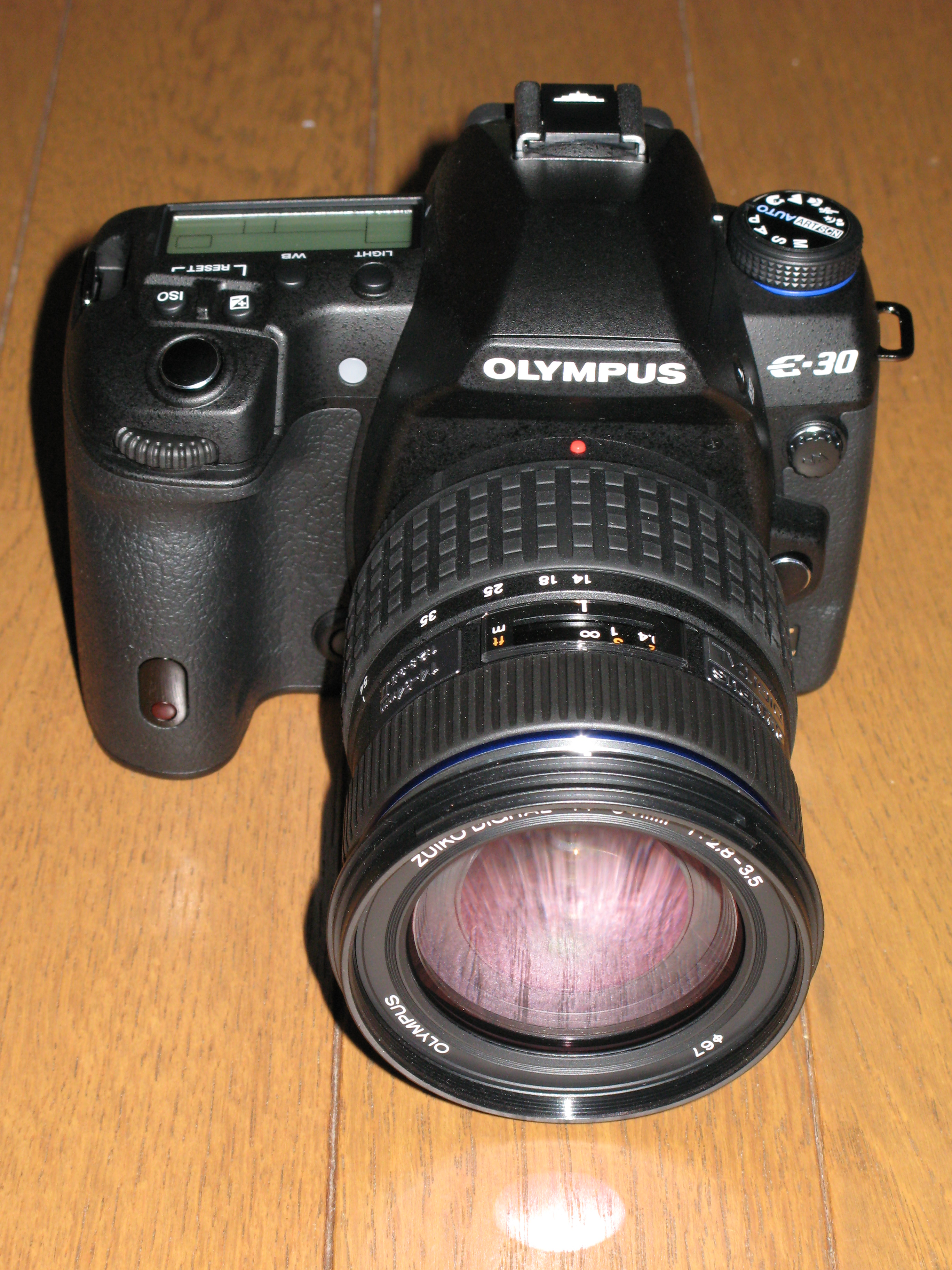
オリンパス E-30 ＋ ズイコーデジタル 14-54mm F2.8-3.5II

オリンパス E-30は、オリンパス社のデジタル一眼レフカメラ。2008年12月20日発売。 フォーサーズシステムを採用している。

## 概要
オリンパスのデジタル一眼レフカメラとしては初めての中級機種であり、E-3とE-520の隙間を埋めるべくラインナップされた。他社の製品としてはCanon EOS 50D、 Nikon D300などが競合製品となる。
フォーサーズシステム一眼レフカメラの一般的な弱点であったファインダー視認性は、視野率約98%・倍率1.02倍となり、E-3以外の製品と比べると改善されている。また、アイポイントも24.2mm（-1m-1時）でメガネをかけた場合でも視認性の妨げになりにくいスペックとなった。
大きな新機能としてアートフィルターが追加されている。これは従来パソコンで行っていた演出効果を撮影時に行うものである。ただし、RAWには反映されない（RAW撮影の場合自動的にRAW+JPGになる。）。2009年7月1日まで後々パソコンでの（オリンパス純正ソフトの）RAW現像処理での追加処理ができないという制限があったがソウトウェアのアップデートにより可能になった。
ハイスピードイメージャAF（ミラーダウンを伴わずに測距可能なコントラストAF）に対応し、レンズキットの対応レンズとして、ハイグレード製品のZUIKO DIGITAL 14-54mm F2.8-3.5 IIが新たにラインナップされた。

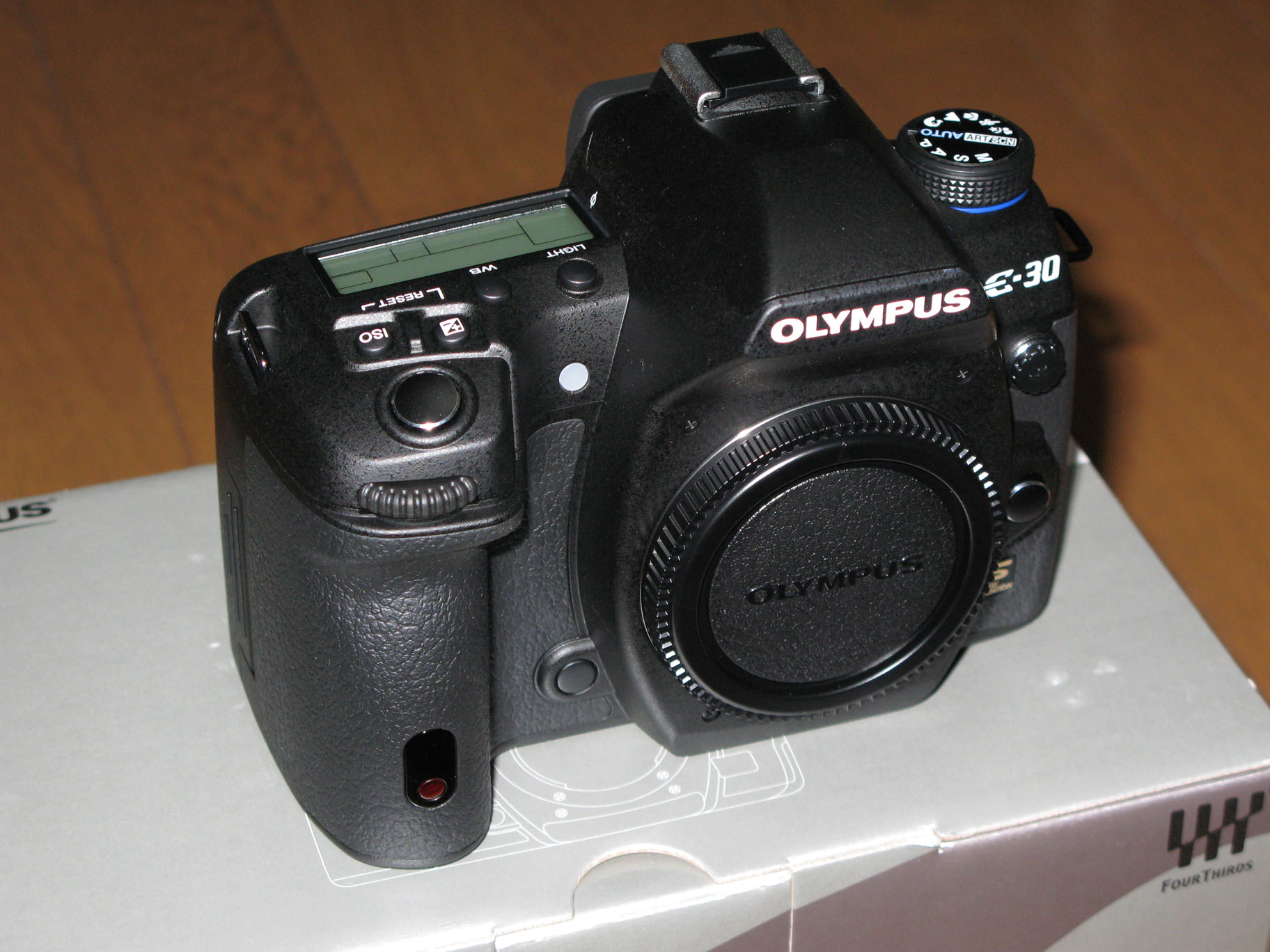
前面
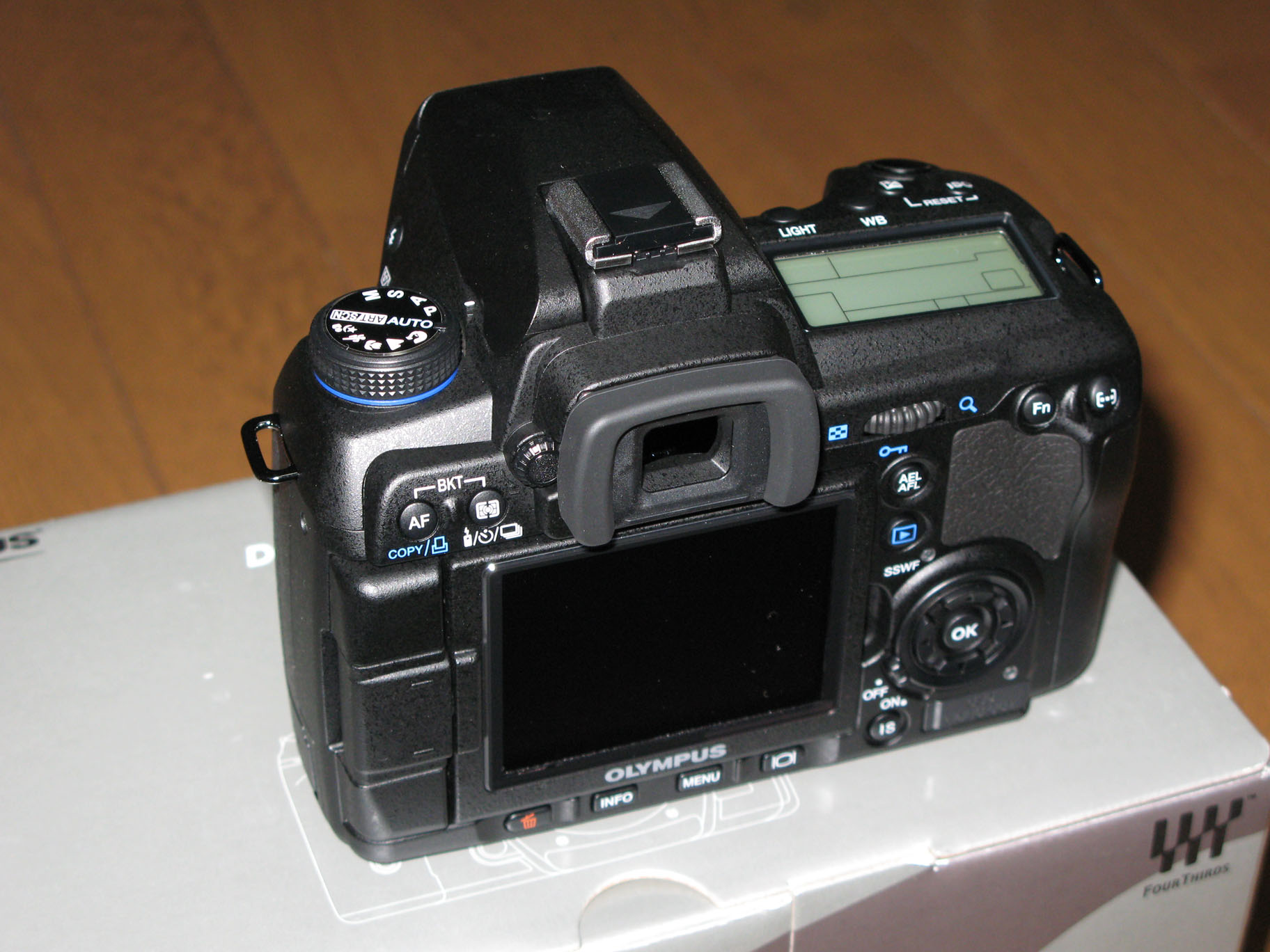
後側
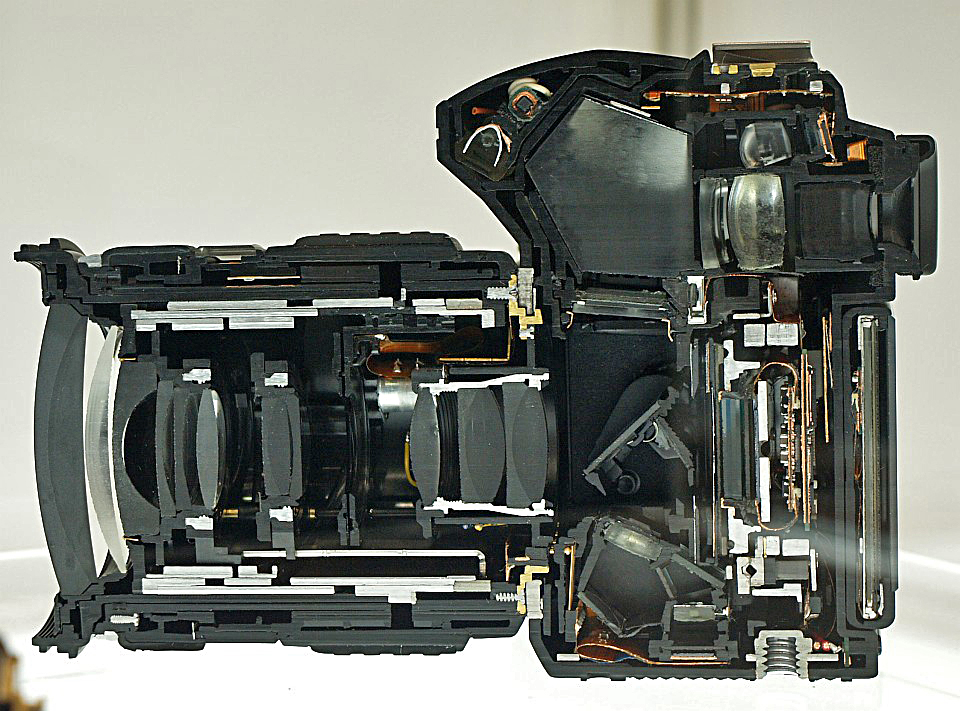
構造(断面)

## 仕様
| 項目                | 仕様内容 |
| ------------------- | --- |
| モデル              | E-30 |
| 撮像素子            | 4/3型ハイスピードLiveMosセンサー 17.3×13.0mm |
| 有効画素数          | 約1230万画素 |
| レンズマウント      | フォーサーズシステム・マウント |
| AF方式              | TTL位相差検出方式 ハイスピードイメージャ（コントラスト検出方式/ライブビュー時限定） ハイブリッドAF（コントラスト検出・TTL位相差検出併用/ハイスピードイメージャAFが対応していないレンズでライブビュー時） |
| 測距点              | 11点 |
| 測光方式            | TTL開放測光、49分割デジタルESP測光、中央重点平均測光、スポット測光、スポット測光ハイライト／シャドーコントロール                                                                                         |
| フォーカスモード    | シングルAF / コンティニュアスAF / MF / シングルAF+MF /コンティニュアスAF+MF |
| 連続撮影            | 約5コマ/秒・14コマまで(RAW)、画質モードLN時280コマまで(JPG) |
| ISO感度             | 1EVステップ、1/3EVステップ/AUTO / 100〜3200 |
| ホワイトバランス    | オート / プリセット 3000-7500k / カスタム / ワンタッチ |
| シャッター速度      | 60秒〜1/8000秒（Mモード）、バルブ（最長30分） |
| 手ブレ補正          | ボディ内手ブレ補正、シャッタースピードで最大5段分 |
| ファインダー        | アイレベル一眼レフ方式 視野率約98%・倍率1.02倍・プレビュー可 |
| 液晶モニタ          | 2軸回転方式2.7型ハイパークリスタル液晶（半透過型TFTカラー液晶）・23万画素 |
| 記録媒体            | CFカードType I/II（UDMA対応）、マイクロドライブ対応、xDピクチャーカード |
| 電源                | 専用リチウムイオン電池 BLM－1 |
| 本体サイズ（W×H×D） | 141.5(W)×107.5(H)×75(D)mm |
| 質量（本体のみ）    | 約655g |